# Somlyó Zoltán

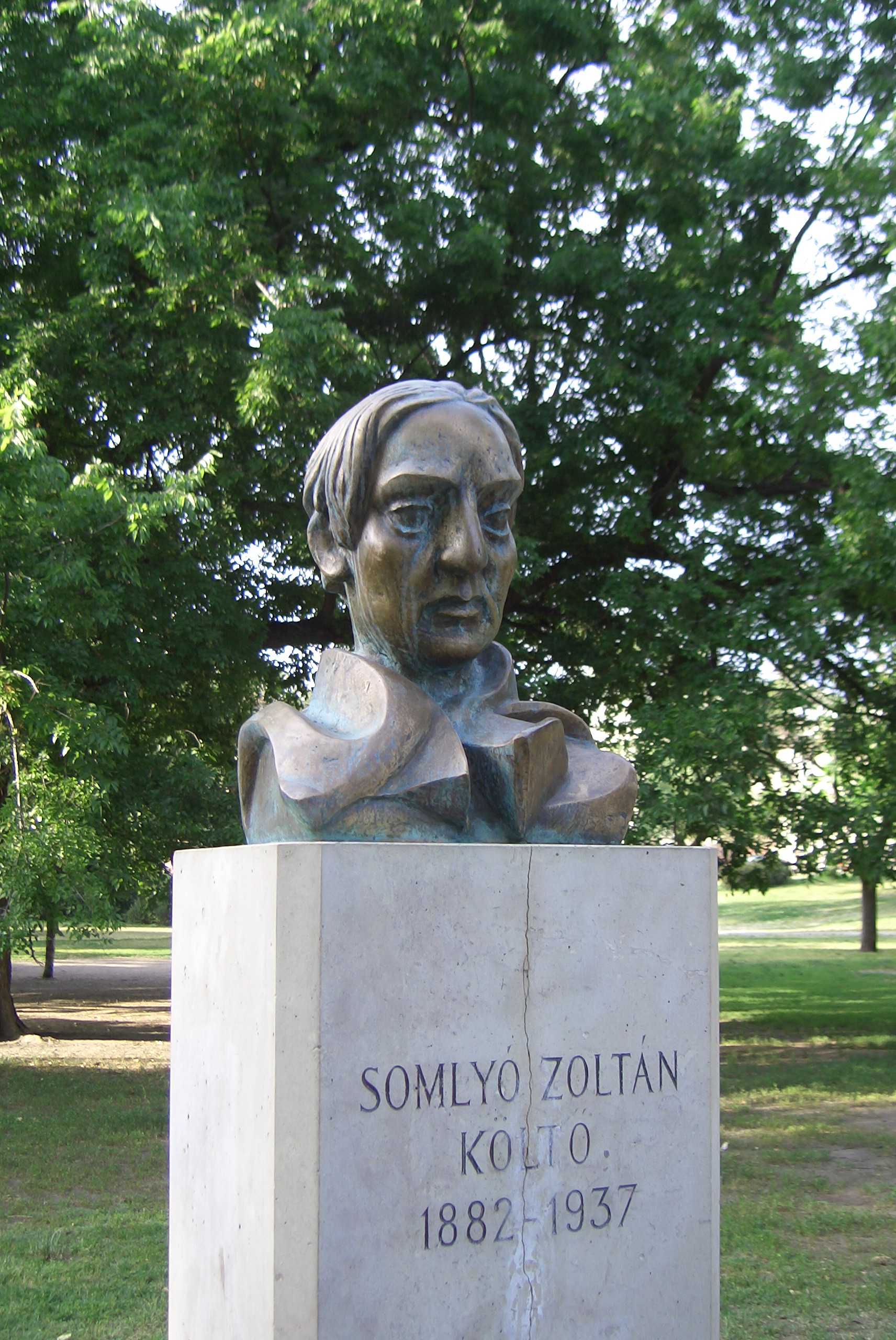
Somlyó Zoltán mellszobra, Budapest XIV. kerülete, Városliget

Somlyó Zoltán (született Schwartz) (Alsódomboru, 1882. június 22. – Budapest, 1937. január 7.) magyar költő, újságíró, műfordító. Somlyó György (1920–2006) költő, műfordító apja, Somlyó Bálint (1957–) filozófus, esztéta nagyapja.

## Életpályája
Szülei Schwartz Simon és Pick Ilka voltak. Nagykanizsán végzett középiskolai tanulmányai után, 1901-től címíró volt a Magyarország című napilapnál, azután Fiuméban újságíró. 1903–1906 között katonáskodott. Visszatérve Budapestre a Magyar Nemzet munkatársa lett. 1908-ban a Nagyváradi Esti Lap és a Szabadság szerkesztőségében dolgozott. 1909–1913 között a szegedi, pécsi, szabadkai szerkesztőségekben dolgozott. 1913-tól újra Budapesten élt. 1922-től a Pesti Hírlap, 1926–1928 között a Literatura folyóirat, 1928-tól a Pesti Napló munkatársa volt. 1928-tól írásaiból élt, amelyekből közölt az erdélyi Zsidó Jövő is.

## Magánélete
Első felesége Markbreiter Margit volt, akivel házassága 1918-ban válással végződött. 1920-ban házasságot kötött Bolgár Margittal. Egy fiuk született, Somlyó György költő, műfordító. Harmadik felesége Harnisch Stefánia volt.

## Munkássága
Hányatott élete költészetének tárgykörét, színvonalát, rendszerességét, közreadását is befolyásolta. Első versei a századvég népies-szecessziós hangján szólaltak meg, hatottak rá A Holnap költői és Reviczky Gyula. Több verse jelent meg a Nyugatban. Szellemi magányában verselt az egyedüllét magányáról és az erotikával átszőtt szerelemről. Verseit áthatotta a bohém anarchizmus és a l'art pour l'art szemlélet. A Tanácsköztársaság bukása után inkább mint műfordító szólalt meg. Fordította Charles Baudelaire, Guy de Maupassant, Voltaire, Jean-Jacques Rousseau és Gerhart Hauptmann műveit. Költészetének alaphangja a magányosság és reménytelenség érzése.
A kritika kissé mostohán kezelte Somlyó Zoltánt hullámzó teljesítménye miatt. Bár elismerték, hogy néha Kosztolányi Dezső költői magaslataira is eljut, ugyanakkor rámutattak, hogy máskor közhelyek, banalitások kerülnek ki tolla alól. 
Barátja, Karinthy Frigyes így búcsúzott tőle, amikor halálhírét vette: "Költő volt, csak költő, semmi több. Költő volt – valódi költő – nem kevesebb." 

## Legismertebb verse
Somlyó Zoltán legismertebb költeménye, amelyben ars poétikáját fogalmazza meg, összegzése élettapasztalatainak, művészi attitűdjének – egész lírájának: 
SOMLYÓ ZOLTÁN: CSÖNDES VERS
Én nem tudom: már nem oly messzi nézek, 
mint azelőtt… S csak körbe kopogok… 
Nem izgulok szenzációs hirekre,
nem érdekel, hogy a világ forog… 

Ebéd után félbarna kapucíner, 
azt is ízetlen szörpölöm, hamar. 
S már az sem fontos, hogy préselt és pöttyös
legyen melléje a Kuba-szivar… 

Nem bőszit fel, ha nincs lakbérre pénzem, 
s hogy nem fizetik arannyal dalom. 
Utálatosan csöndes lettem. Rosszul 
járna velem most egy forradalom. 

Megállt egy ember: aki egykor voltam… 
Távolodik… s a semmiségbe vész… 
Magamba hulltam vissza, mint a bicska, 
mit bekattantott egy nagy, durva kéz…

## Művei
- Dalok a piros kendőtől a hatcsattos czipőig. Versek; bev. Zboray Aladár; szerzői, Budapest, 1902
- Dél van (versek, 1910)
- Az átkozott költő. Megbeszélések az Istennel; Athenaeum, Budapest, 1911 (Modern könyvtár)
- Északra indulok. Versek; Tevan, Békéscsaba, 1912
- Sötét baldachin (versek, 1913)
- Hadak a hóban. Novellák; Tevan, Békéscsaba, 1915 (Tevan-könyvtár)
- Végzetes verssorok (1916)
- Őszi regény; Bíró, Budapest, 1916
- Nyitott könyv. Lírai pamflett; Tevan, Békéscsaba, 1916
- A doberdói Mária. Versek a nagy háborúról; Pátria Ny., Budapest, 1918 (Tábori levél)
- Kármin. Somlyó Zoltán versei; Rácz Vilmos, Budapest, 1919 (Színház és divat könyvtár)
- Pesti memoár; írta Somlyó Zoltán et al.; Ister, Budapest, 1921
- A férfi versei (versek, 1922)
- Tango Milonga hercegnő (regény, 1924)
- Szűz Miléva. Versciklus; s.n., s.l., 1924
- Miléva. Egy szűz felszabadulásának története. Erotikus versciklus; ill. Kóra-Korber Nándor; Én, Te, Ő, Timişoara, 1926
- Szemelvények Voltaire műveiből; rendezte Somlyó Zoltán; Rózsavölgyi, 1932
- Somlyó Zoltán válogatott versei; bev. Erdélyi József et al., sajtó alá rend. Szász Menyhért; özv. Somlyó Zoltánné, Budapest, 1937
- Válogatott versek; vál., sajtó alá rend. Somlyó György, bev. Illés Béla; Szépirodalmi, Budapest, 1953
- Somlyó Zoltán válogatott versei; vál., bev. Rákos Sándor; Móra, Budapest, 1958 (A magyar irodalom gyöngyszemei)
- Nyitott könyv / A titkos írás. Elbeszélő költemények; sajtó alá rend., utószó Somlyó György; Magvető, Budapest., 1960
- Somlyó Zoltán válogatott versei; bev. Devecseri Gábor, vál., szerk., utószó Tamás Attila; Magvető, Budapest, 1962
- Borítsd szememre szoknyád!; vál., sajtó alá rend., bev. Vas István; Szépirodalmi, Budapest, 1972
- Szabadkai karnevál. Válogatott írások; vál., utószó, jegyz. Dér Zoltán, bev. Somlyó György; Munkásegyetem, Szabadka, 1982 (Életjel könyvek)
- Jajgató Felicián. Válogatott versek; vál., sajtó alá rend. Réz Pál; Szépirodalmi, Budapest, 1982
- Szegedi konferanszié. Válogatás Somlyó Zoltán szegedi írásaiból; vál., szerk. Zsoldos Sándor; Szegedi Ny., Szeged, 1983
- Párbaj és kultúra. Válogatott publicisztikai írások; vál., szerk. Zsoldos Sándor; Magvető, Budapest, 1986
- Aranykanál. Kiadatlan novellák, 1910-1936; vál., szerk., utószó Urbán V. László, előszó Mándy Iván; Auktor, Budapest, 1993
- Nyitott könyv; Osiris, Budapest, 2000 (Millenniumi könyvtár)
- Somlyó Zoltán összegyűjtött versei; összeáll., bev., utószó Somlyó György és Térey János; Palatinus, Budapest, 2002
- Zsidó mezőkön. A másik élet(mű) a másik térben; összeáll., szerk., utószó Kőbányai János; Múlt és Jövő–The Hebrew University of Jerusalem, Bp.–Jeruzsálem, 2009 (Hágár)
- Regények; Múlt és Jövő, Bp., 2011 (Somlyó Zoltán összegyűjtött művei. Próza)
- A kötetek, 1902-1937; Múlt és Jövő, Budapest, 2014 (Somlyó Zoltán összes művei II. Versek)